# Сунгуровська сільська рада
Сунгу́ровська сільська рада (рос. Сунгуровский сельский совет) — сільське поселення у складі Мокроусовського району Курганської області Росії.
Адміністративний центр — село Сунгурово.
Населення сільського поселення становить 597 осіб (2017; 661 у 2010, 798 у 2002).

## Склад
До складу сільського поселення входять:
| Населений пункт          | Населення, осіб (2002) | Населення, осіб (2010) |
| ------------------------ | ---------------------- | ---------------------- |
| Мале Песьяново, присілок | 193                    | 178                    |
| Сунгурово, село          | 519                    | 483                    |